# Autovettura anfibia

Una Gibbs Aquada

L'automobile anfibia è un tipo di autovettura che è in grado di navigare su acqua e poter attraversare fiumi o laghi o tratti di mare purché con moto ondoso molto ridotto.
Utilizzata per lo più in campo militare durante la seconda guerra mondiale viene attualmente prodotta in modelli per lo più per esigenze legate al tempo libero.
Realizzata in diverse varianti ed in modelli unici in tempi moderni per lo più per sceneggiature cinematografiche, come ad esempio nei film dedicati a 007, o per eccesso di eccentricità, ultimamente è stata progettata e costruita anche come modello di serie dalla Gibbs, società anglo/americana, in due versioni di auto, una tipo berlina scoperta denominata Aquada e una come modello fuoristrada denominato Humdinga.